# Rafaela Aparicio
Rafaela Aparicio, egentligen Rafaela Díaz Valiente, född 9 april 1906 i Marbella (Málaga), Spanien, död 9 juni 1996 i Madrid var en spansk skådespelare. Hon medverkade i mer än 100 filmer. 

## Filmografi i urval
- La vida por delante (1958)
- La vida alrededor (1959)
- Atraco a las tres (1962)
- Amor en el Aire (1967)
- Change of Sex (1977)
- Ana och vargarna (1972)
- Södern (1983)
- Padre nuestro (1985)
- Year of Enlightment (1986)
- The Sea and the Weather (1989)